# Loramie Creek AVA
Loramie Creek AVA ist ein seit dem 26. November 1982 durch das Bureau of Alcohol, Tobacco, Firearms and Explosives anerkanntes Weinbaugebiet im US-Bundesstaat Ohio. 

## Lage
Die Rebflächen befinden sich innerhalb der Verwaltungseinheit Shelby County. Das insgesamt 1457 Hektar große Gebiet umfasst Teile der Umgebung des Loramie Creek, eines Nebenflusses des Great Miami River, und liegt südwestlich von Sidney.